# 青柳清長
青柳 清長（あおやぎ きよなが）は、戦国時代の武将。

## 経歴
仁科盛国の次男として誕生。信濃国先方衆で筑摩郡青柳城主。
青柳氏は信濃の麻績氏の一族という。清長は仁科氏から養子に入り、初め信濃小笠原氏に属し小笠原長時の家臣を務めていたが、信濃に侵攻した武田晴信に敗れてからは甲斐武田氏に仕え騎馬五十騎持となり、晴信の異母弟である一条信龍の相備衆となる。のち天文22年（1553年）武田晴信から麻績郷（現・長野県東筑摩郡麻績村）を与えられ以降麻績の姓を名乗る。嫡子の頼長が家督を継ぐが、清長の死後、天正15年（1587年）に麻績家は没落した。
永禄12年（1569年）に死去。東筑摩郡筑北村の清長寺を開基したと伝わる。